# Miristicina

Estructura química de la miristicina.

La miristicina es un compuesto químico orgánico natural de fórmula C11H12O3. Es un fenilpropano presente en pequeñas cantidades en el aceite esencial de la nuez moscada y se halla en menor proporción en otras especies, tales como Anethum graveolens (eneldo) y Petroselinum crispum («perejil»). La miristicina es un insecticida y acaricida natural con posibles efectos de neurotoxina sobre las células. Presenta propiedades psicoactivas en dosis más altas que las culinarias.

## Usos
En 1963, Alexander Shulgin especuló sobre las propiedades psicoactivas y psicodélicas de la miristicina. Sin embargo, tal hipótesis no ha sido confirmada.
Las intoxicaciones con la miristicina tienen efectos variados según las personas.
Una dosis excesiva de nuez moscada produce una intoxicación clínica con náuseas, vómitos, ansiedad, alucinaciones y comportamiento irracional.